# 忘我大匯演
《演藝界總動員忘我大匯演》，簡稱《忘我大匯演》，是香港市民為支持1991年華東水災災民而舉辦的籌款活動，於1991年7月27日在跑馬地馬場舉行。此次盛會持續時間長達七小時，無綫電視翡翠台、亞洲電視本港台、商業電台及香港電台聯播。

## 大會司儀
- 沈殿霞、黃霑、曾志偉、陳欣健、岑建勳、鄭丹瑞

## 出席歌手/樂隊
- BEYOND、軟硬天師、梅艷芳、草蜢、溫拿、周潤發、藝進同學會、譚詠麟、鍾鎮濤、盧冠廷、肥媽、成龍、蘇慧倫、甄妮、太極、周啟生、黎明、劉德華、梁朝偉、黃日華、湯鎮業、關淑怡、芳艷芬、鍾楚紅、蕭芳芳、周華健、林子祥、苗僑偉、崔健、呂方、林青霞、夏韶聲、葉蒨文、張學友、杜德偉、羅文、陳潔靈、徐小鳳、汪明荃、葉麗儀、李宗盛、張艾嘉、羅大佑、蔣志光、鞏俐、童安格、黃凱芹、庾澄慶、許冠文、吳孟達、周星馳等。